# Antoine Hoang
Antoine Hoang (ur. 4 listopada 1995 w Hyères) – francuski tenisista.

## Kariera tenisowa
W sezonie 2018 Francuz dostał się do turnieju głównego wielkoszlemowego French Open 2018 dzięki dzikiej karcie, lecz odpadł w pierwszej rundzie gry podwójnej, a jego partnerem był rodak Ugo Humbert.
W cyklu ATP Tour jest finalistą jednego turnieju w konkurencji gry podwójnej.
W rankingu gry pojedynczej najwyżej był na 98. miejscu (19 sierpnia 2019), a w klasyfikacji gry podwójnej na 132. pozycji (18 października 2021).

### Finały w turniejach ATP Tour
| Legenda                                      |
| -------------------------------------------- |
| Wielki Szlem                                 |
| Igrzyska olimpijskie                         |
| Tennis Masters Cup / ATP Finals              |
| ATP Masters Series / ATP Tour Masters 1000   |
| ATP International Series Gold / ATP Tour 500 |
| ATP International Series / ATP Tour 250      |

#### Gra podwójna (0–1)
| Końcowy wynik | Nr | Data           | Turniej     | Nawierzchnia  | Partner        | Przeciwnicy                       | Wynik finału |
| ------------- | -- | -------------- | ----------- | ------------- | -------------- | --------------------------------- | ------------ |
| Finalista     | 1. | 10 lutego 2019 | Montpellier | Twarda (hala) | Benjamin Bonzi | Ivan Dodig Édouard Roger-Vasselin | 4:6, 3:6     |